# 주사 (전한)
주사(周舍, ? ~ ?)는 전한 초기의 관료이다.

## 행적
문제 14년(기원전 166년),  흉노가 기병 4만 명을 이끌고 조나(朝那)·소관(蕭關)을 침입하여 북지도위(北地都尉) 손앙(孫卬)을 죽이고 수많은 백성과 가축들을 노략질하였다. 또 팽양(彭陽)에 이르러 병사들을 풀어 회중궁(回中宮)을 불태웠고, 척후병을 감천궁(甘泉宮)에까지 보냈다. 이에 문제는 중위 주사와 낭중령 장무를 장군으로 삼아 병거 천 승·기병 10만 명을 주어 장안의 곁에 주둔시켜 대비하였다.

## 출전
- 사마천, 《사기》 권110 흉노열전
- 반고, 《한서》 권19하 백관공경표 下

| 전임 복 | 전한의 중위 (기원전 166년 당시) | 후임 주아부 |